# Tharsis-Region
Die Tharsis-Region ist ein sehr ausgedehntes Gebiet auf dem Planeten Mars mit einer Fläche von etwa 4 Millionen km². Ihren Namen erhielt sie nach der antiken Stadt und dem Königreich Tartessos auf der Iberischen Halbinsel, auf das sich möglicherweise das biblische Land Tarsis bezieht.
Ihr Zentrum liegt westlich des Grabensystems Valles Marineris in Höhe des Marsäquators.

## Beschreibung

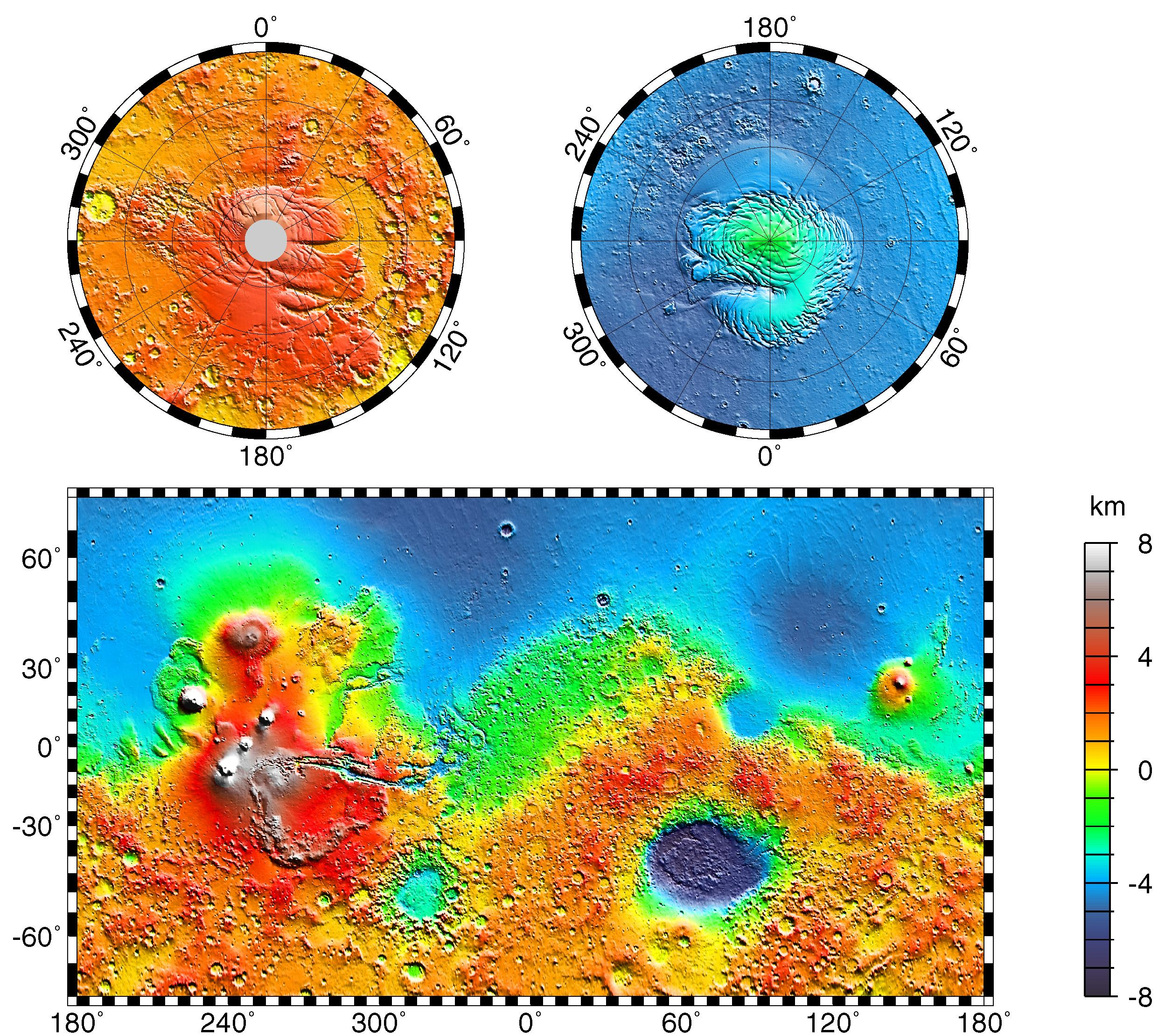
Topografische Karten des Mars. Die blauen Regionen befinden sich unterhalb der festgelegten Nulllinie, die roten oberhalb. Die Tharsis-Region ist auf der unteren Karte als rötliche Fläche in der linken Hälfte sichtbar

Die Tharsis-Region erhebt sich wie ein Wulst über der Marsoberfläche, aus der mächtige Schildvulkane herausragen. Die größten sind Olympus Mons, Ascraeus Mons, Pavonis Mons und Arsia Mons, kleinere sind etwa Biblis Patera im Westen oder Ulysses Patera im Zentrum. Im Westen von Tharsis befindet sich das Medusae Fossae-Gebiet mit dem von Yardangs geprägten Eumenides Dorsum.

## Areologie
Offensichtlich bildeten sich die Tharsis-Region und das Valles Marineris während des areologischen „Mittelalters“ des Mars (der Hesperianischen Periode) gemeinsam aus, als die äußere Gesteinskruste des Planeten durch innere Kräfte aufgewölbt wurde. Die Vulkane der Region waren über sehr lange Zeiträume aktiv und sind vor etwa 100 Millionen Jahren erloschen. Während der aktiven Phase wurden gewaltige Lavamassen freigesetzt, die ausgedehnte Ebenen bildeten, wie Amazonis Planitia, westlich des Olympus Mons.
Allerdings wurden auf dem Olympus Mons erkaltete Lavaflüsse nachgewiesen, die circa zwei Millionen Jahre alt sein sollen. Dies wäre ein Beweis dafür, dass der Vulkan vor geologisch kurzer Zeit ausgebrochen ist und möglicherweise nur eine Ruhephase durchläuft.
Eine Vermutung besagt, dass diese vulkanische Tätigkeit durch ein Impaktereignis ausgelöst wurde, dessen Einschlagstelle das Becken Hellas Planitia auf der gegenüberliegenden Seite des Mars sei.

## Weitere Bilder

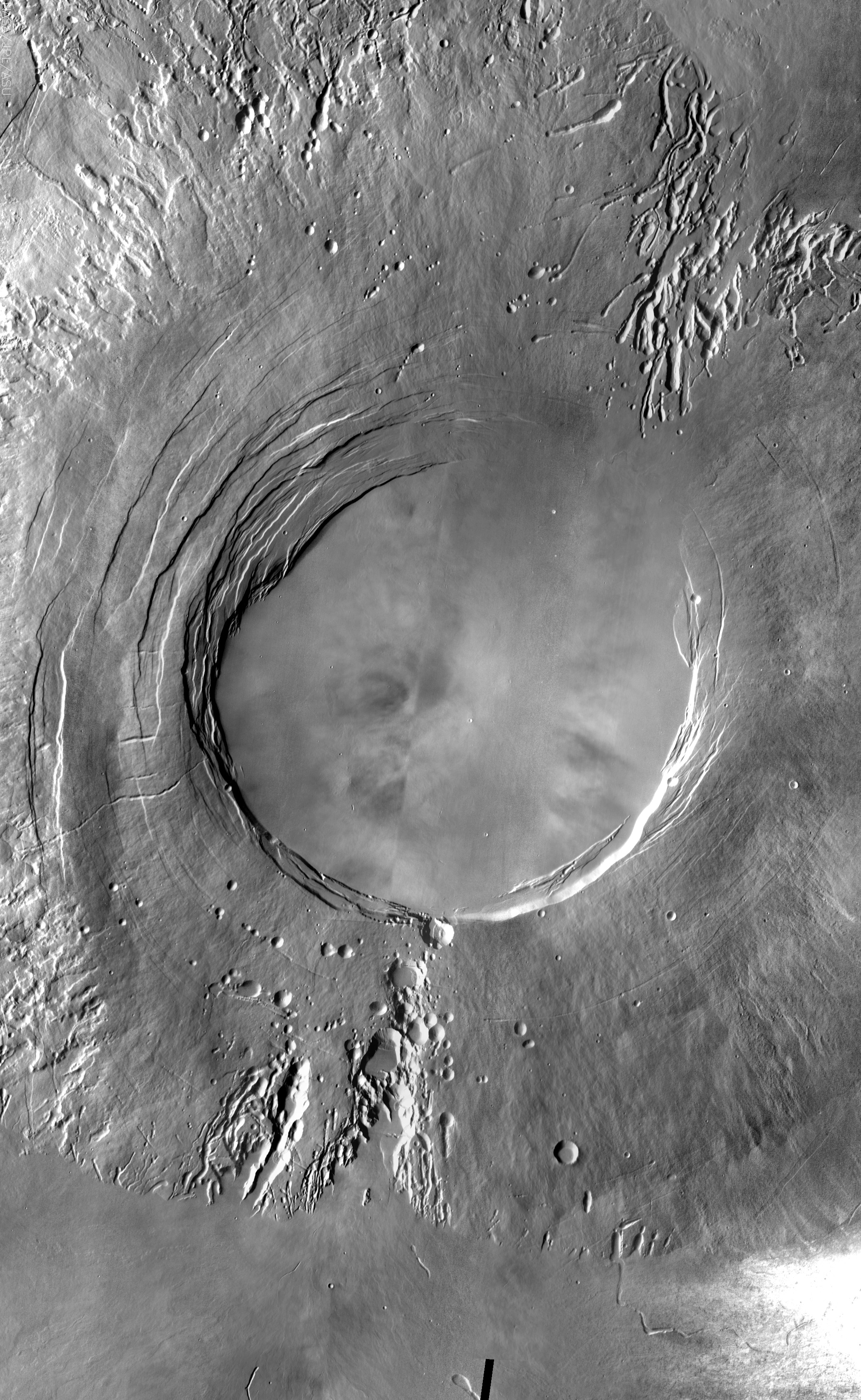
Arsia Mons
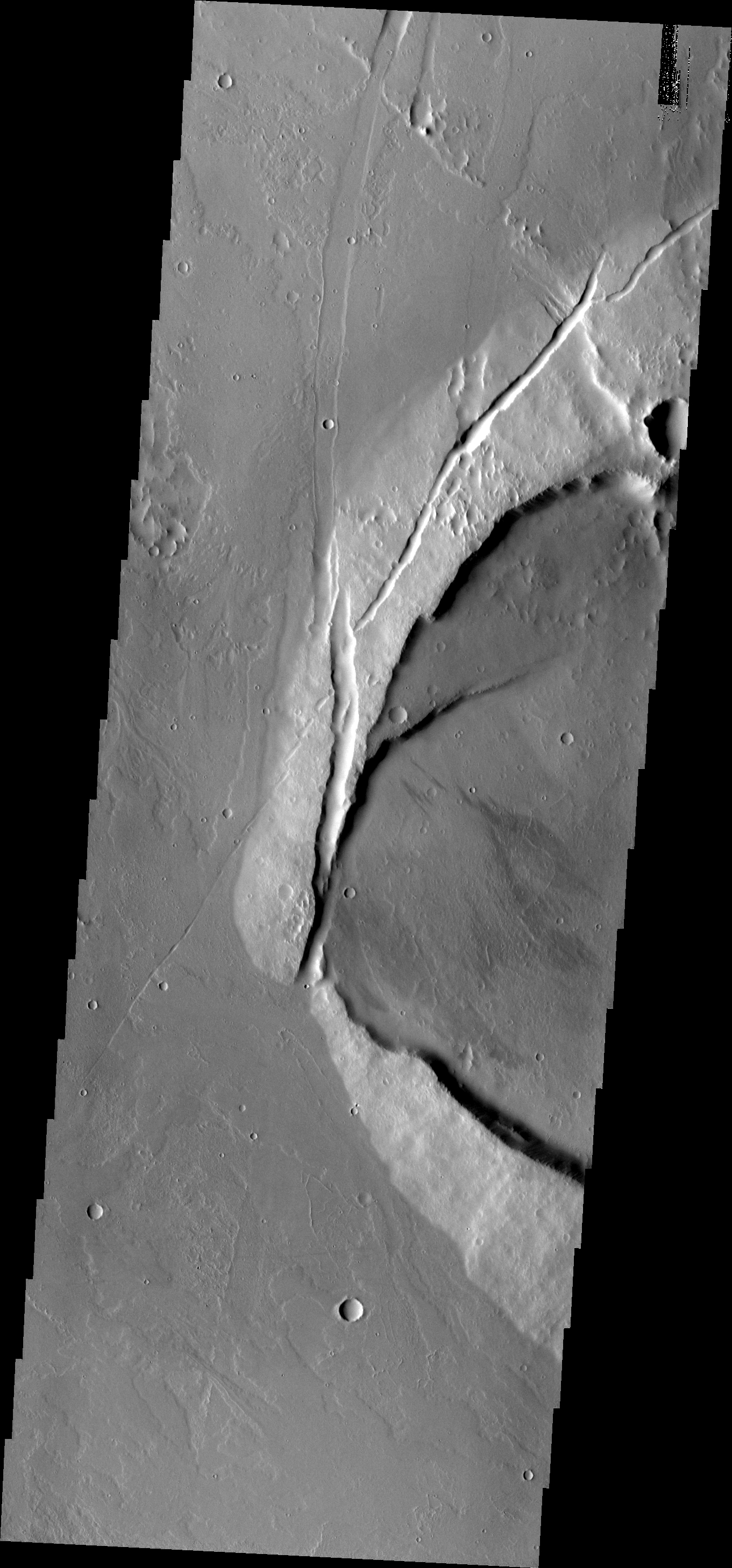
Westseite des Jovis Tholus, THEMIS-Bild
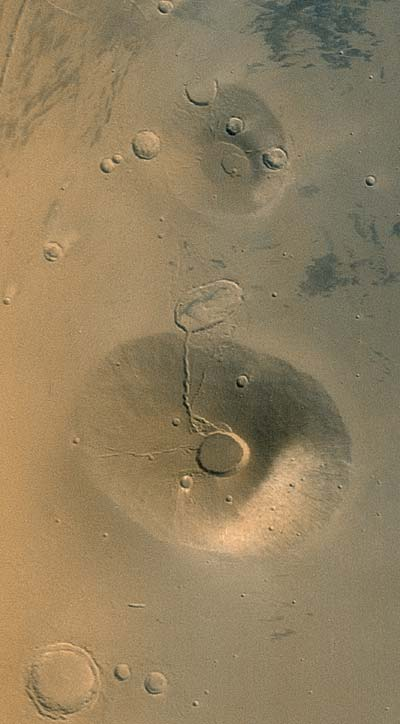
Ceraunius und Uranius Tholus